# 김재학 (야구인)
김재학(1978년 2월 18일 ~ )은 전 KBO 리그 LG 트윈스의 야구 선수인 외야수이다.

## 출신학교
- 덕수상업고등학교 (現 덕수고등학교)
- 중앙대학교

## 등번호
- 50번